# Cirrothauma
Cirrothauma (лат.) — род глубоководных осьминогов семейства Cirroteuthidae.
Cirrothauma — хрупкие студенистые глубоководные осьминоги с рудиментарной раковиной умеренно седловидной формы и треугольными плавниками. Их глаза либо имеют хрусталики, как у вида Cirrothauma murrayi, либо они уменьшены и лишены хрусталиков, как у Cirrothauma magna. Оба вида были отнесены к Cirrothauma из-за того, что у них похожие раковины. Сообщается, что эти осьминоги обитают во всех океанах мира, кроме Южного океана.

## Виды
В настоящее время род Cirrothauma включает два вида:

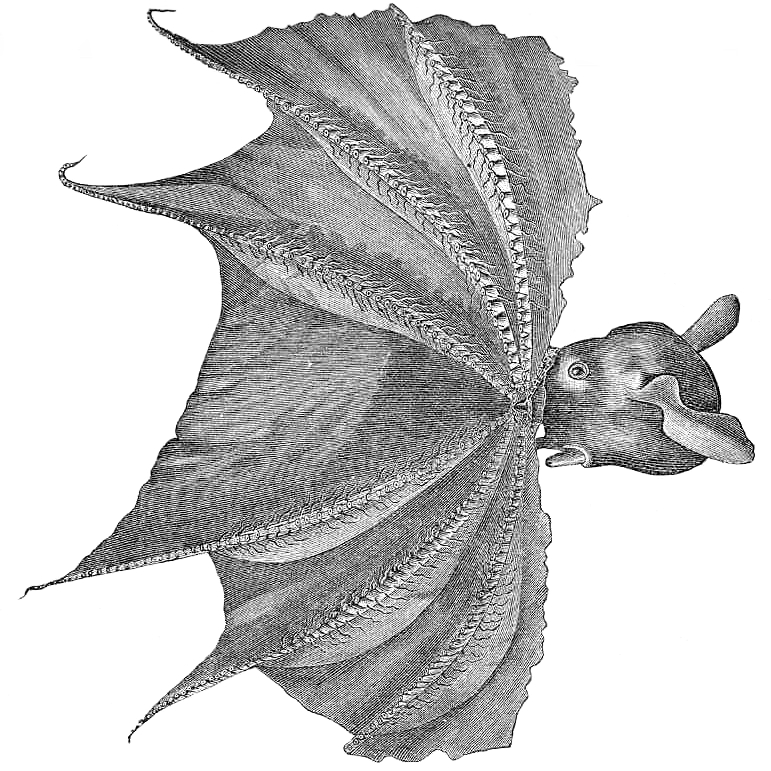
Cirrothauma magna

- Cirrothauma magna (Hoyle, 1885)
- Cirrothauma murrayi Chun, 1911